# Hendrik Schmitz
Hendrik Schmitz (* 6. April 1978 in Aachen) ist ein deutscher Politiker der CDU und Mitglied im Nordrhein-Westfälischen Landtag.
Hendrik Schmitz wuchs in Baesweiler auf, sein Vater ist der ehemalige CDU-Bundestagsabgeordnete Hans Peter Schmitz. Nach dem Abitur begann er ein Studium der Rechtswissenschaften an der Universität Bonn. Nach seinem Studium übernahm er den elterlichen landwirtschaftlichen Betrieb.
Im Jahr 1997 wurde Schmitz Mitglied der Jungen Union. 2004 wurde er Vorsitzender der Jungen Union im Bezirksverband Aachen (Stadt Aachen und der Kreis Aachen, die Kreise Düren, Heinsberg und Euskirchen) und Mitglied im Stadtrat von Baesweiler. Schmitz ist Beisitzer im Landesvorstand der CDU Nordrhein-Westfalen und stellvertretender Kreisvorsitzender im Kreisverband Aachen Land.
Schmitz trat bei den Landtagswahlen 2012 für die CDU im Landtagswahlkreis Aachen III an, in dem er 32,5 % erreichte und damit Eva-Maria Voigt-Küppers von der SPD unterlag, jedoch über Listenplatz 20 in den Landtag einzog. 2017 verpasste er den erneuten Einzug, rückte aber am 13. Juni 2019 für den verstorbenen Holger Müller nach. Bei der Landtagswahl 2022 gewann er das Direktmandat im Wahlkreis Aachen III mit 38,7 % der Erststimmen.